# Augsburger Puppenkiste
De Augsburger Puppenkiste is een bekend Duits marionettentheater.

## Geschiedenis
In 1943 werd het kleine marionettentheater de Puppenschrein opgericht door de familie Oehmichen, vader Walter (1901-1977), moeder Rose (1901-1985), dochter Hannelore (1931-2003) en Ulla. De Puppenschrein was een klein podium, die in een deurkozijn kon worden opgebouwd. Deze werd in februari 1944 gebombardeerd en volledig vernield. De figuren konden worden gered, omdat de vader ze gelukkigerwijs mee naar huis had genomen na een voorstelling in het Stadttheater Augsburg. De Puppenschrein werd een prooi van de vlammen.
Na het einde van de oorlog begon Walter Oehmichen met de planning voor een nieuw poppentheater. Met het voormalige Heilige Geest-ziekenhuis vond hij een ruimte, die kon dienen als permanente voorstellingslocatie. Aanvankelijk moest de locatie echter worden gedeeld met een statistisch bureau. Ondanks alle tegenslagen van de naoorlogse periode lukte het de familie uiteindelijk om op 26 februari 1948 hun marionettentheater onder de naam Augsburger Puppenkiste te heropenen met het stuk Der gestiefelte Kater. Als poppenspelers en sprekers werden jonge Augsburgse acteurs gecontracteerd, waaronder Manfred Jenning. Deze werd snel de huisauteur van de poppenkast en bevestigde in 1951 met het jaarlijks wisselende oudejaarsavondcabaret voor volwassenen een traditie, die sindsdien behouden bleef. De eerste cabaretpremière werd gepresenteerd op 31 december 1950.
Vervolgens vormde Walter Oehmichen de marionetten, maar droeg deze belangrijke taak spoedig over aan zijn getalenteerde dochter Hannelore. Haar eerste figuur maakte ze al stiekem op 13-jarige leeftijd, omdat ze het scherpe mes eigenlijk nog niet mocht gebruiken. Haar eerste bekende figuur was de kleine prins. Tijdens de premièrevoorstelling hanteerde ze de gelaarsde kat. Oehmichens vrouw Rose voorzag de poppen van kleren en belaste zich als spreekster met moeder- en grootmoederrollen. Ter gelegenheid van het 25-jarig jubileum in 1973 overnamen Hannelore en haar echtgenoot en acteur Hanns-Joachim Marschall de leiding van het marionettentheater. Walter Oehmichen overleed in 1977 en zijn vrouw Rose in 1985. Dochter Hannelore werd de eigenaresse van het poppentheater.
Sinds het begin van de jaren 1980 werkte Klaus Marschall, de zoon van Hannelore en Hanns-Joachim, mee in het theater tot 1992, waarna hij de leiding overnam van zijn ouders. Hanns-Joachim Marschall overleed in 1999, maar zijn weduwe bewerkte verder de figuren en was altijd behulpzaam tijdens de voorstelling. Jürgen, de broer van Klaus, kwam in het begin van de jaren 1990 bij het theater en ondersteunde zijn moeder bij de vervaardiging van de poppen. Na haar overlijden in 2003 nam hij haar erfgoed over.

## Nieuwe locatie
In 2000 werden in het kader van sanering en reorganisatie van Kulturpark Rotes Tor een aantal nieuwe zalen toegewezen, wegens het in de loop der jaren ontstane ruimtegebrek. In 2004 werd de Augsburger Puppenkiste onderscheiden met de Goldene Kamera.

## Het poppentheater

### Kinderstukken
Vele klassieke sprookjes, niet alleen van de gebroeders Grimm, maar ook uit Duizend-en-een-nacht en van Wilhelm Hauff, werden in het poppentheater gespeeld. Stukken als Aladin und die Wunderlampe, Der Zwerg Nase en Frau Holle staan reeds sinds decennia op het speelschema. Der Räuber Hotzenplotz (1966), het populairste stuk van het theater en Die kleine Hexe (1971), beiden naar het model van Otfried Preußler, worden sinds de eerste uitvoering ongewijzigd gespeeld. In 1983 werd het tweedelige stuk Wolkenreiter und Sohn uitgezonden. Nieuw is het stuk Der Zauberer von Oz (2013) en sinds 2011 wordt Der kleine Wassermann gespeeld. Van december 2014 tot begin januari 2015 was Die Weihnachtsgeschichte op het podium te zien en in 2015 zijn naast de genoemde stukken hoofdzakelijk sprookjes te zien, waaronder Dornröschen, Rumpelstilzchen en Hänsel und Gretel.

### Voor volwassenen
Anders als men bij een poppentheater gewend is, werden en worden in het poppentheater ook veel bewerkingen van stof voor volwassenen op het podium gebracht. Oehmichen produceerde vervolgens veel stukken, die hij bij het Stadttheater Augsburg, waar hij spelleider was, niet kon realiseren, zoals Ein Traumspiel van August Strindberg. Ondanks dat de eerste speelperioden moeilijk waren, kwam in februari 1951 de grote doorbraak voor het marionettentheater met Der kleine Prinz van Antoine de Saint-Exupéry. Walter Oehmichen speelde hierin zelf de rol van de piloot.
De première van Die Dreigroschenoper van Bertolt Brecht in september 1960 door het poppentheater was opzienbarend. Oehmichen trad hierin ook zelf op. De vier jaar eerder in de DDR overleden schrijver was ten tijde van de Koude Oorlog een veeleer onpopulaire zoon van de stad. Altijd weer staat bovendien Der Proces um des Esels Schatten (1962) van Friedrich Dürrenmatt op het speelschema.
Naast ernstige en komische stoffen en klassiekers als Dr. Johannes Fausti voert/voerde het poppentheater ook opera's en andere muziekstukken op, meestal naar het model van Wolfgang Amadeus Mozart. Reeds in 1952 bracht Walter Oehmichen zowel de komische opera Bastien und Bastienne alsook het muzikale sprookje Peter und der Wolf van Sergej Prokofjev op het podium. In 1985 werd Eine kleine Zauberflöte uitgebracht. Het stuk werd door Hanns-Joachim Marschall voor marionetten geschikt gemaakt. De figuren kregen de stemmen van zingende acteurs en grote aria's werden compleet verwijderd. Die kleine Entführung aus dem Serail (1991) werd succesvol uitgevoerd volgens hetzelfde patroon. Voor het Mozartjaar 2006 produceerde Klaus Marschall in 2005 de klassieke stof van Don Giovanni als Don Giovanni und der steinerne Gast. In de rol als dienaar van Don Giovanni is de Kasperl van het poppentheater te zien, die het stuk van zijn eigen humor voorziet. Zeer succesvol wordt ieder jaar opnieuw het cabaret getoond, dat steeds op oudejaarsavond zijn première heeft. In de volgende zes maanden van het nieuwe jaar worden ongeveer 100 voorstellingen gespeeld. Daarbij past de inhoud van het poppenspel zich vaak dynamisch aan aan actuele gebeurtenissen.

## Televisie

### De jaren 1950
Vanaf 1953 werd het poppentheater ook landelijk bekend. Op 21 januari, slechts enkele weken na de première van de Tagesschau, vond de eerste live tv-uitzending door de NWDR plaats met het stuk Peter und der Wolf. Ook de volgende, tot 1954 door de HR geproduceerde uitzendingen werden door het gemis van opnametechnieken live uitgezonden vanuit de Frankfurtse tv-studio. Tussen 1956 en 1959 was de Bayerischer Rundfunk een verder station van het poppentheater, omdat de HR in deze periode een kinderprogramma omgezet had. Na de herintroductie werd aan de huisauteur Manfred Jenning echter de mogelijkheid geboden om zijn idee van de meerdelige serie Die Geschichte der Muminfamilie te realiseren, zodat het theater weer terugging naar de HR. De eerste tv-producties waren nog afgefilmd theater, maar werden spoedig gedraaid met het vertoon van een speelfilm. Per werkdag ontstonden slechts drie tot vier zendminuten. Onder het licht van de schijnwerpers (60°C.) moesten de poppenspelers werken met het zweet op hun voorhoofd. Voortaan werd gewerkt in een tot studio omgebouwde foyer van het Augsburger Theater. Onder Jennings leiding ontwikkelden de theateropnamen zich tot reële tv-filmen, die alle mogelijkheden van het medium verenigden.

### De jaren 1960/1970
Tot de eerste grote zwart/wit-producties telden Die Muminfamilie (1959/1960, twee seizoenen), Jim Knopf und Lucas der Locomotivführer (1961/1962, twee seizoenen, in 1976 in kleur), Der kleine dicke Ritter (1963), Klecksi, der Tintenfisch (1963), waarvan door onbezonnen gedrag bijna alles werd vernietigd en Kater Mikesch (1964). Vanaf 1965 werd met het oog op de aankomende kleurentelevisie de Löwe-Trilogie op 16 mm kleurenfilm geproduceerd. Daarop volgend werden alle poppentheater-producties in kleur verfilmd, waaronder Rauber Hotzenplotz (1967), Bill Bo (1968) en Urmel aus dem Eis (1969).
Max Kruse was een van de meest verfilmde auteurs met presentaties van Der Löwe ist los, Kommt ein Löwe geflogen, Gut gebrüllt, Löwe, Urmel spielt im Schloss (1974), Don Blech und der Goldene Junker (1973) en het wildwest-avontuur Lord Schmetterhand (1978). De draaiboeken voor deze producties waren afkomstig van Manfred Jenning, die vanaf 1970 met Kleiner König Kalle Wirsch ook de regie voor zijn rekening nam voor de tv-stukken van Harald Schäfer. Jenning overleed in 1979 na een langdurige ziekte op 50-jarige leeftijd.

### De jaren 1980/1990
Zijn opvolger in de tv-producties werd Sepp Strubel, die sinds het begin van de jaren 1960 als spreker werkzaam was bij het poppentheater. Hij had met Natur und Technik respectievelijk Denk und Dachte (1972-1976) een eigen wetenschappelijke magazinereeks voor kinderen met marionetten van het poppentheater bedacht en omgezet. In plaats van bekende auteurs trok Strubel jonge auteurs aan voor het tv-werk. In 1980 ontstond Die Opodeldoks, in 1982 de verfilming van Katze mit Hut. Het heelal werd een nieuwe uitdaging voor Strubel: vooreerst Fünf auf dem Apfelstern (1981) en daarna Schlupp vom grünen Stern (1986/87) over een kleine robot.
In april 1984 moest een reguliere voorstelling na het begin worden onderbroken, omdat in het kader van een publieksweddenschap in de juist in Augsburg plaatsvindende ZDF-show Wetten, dass …? een kortstondig optreden van de marionetten tijdens de live-uitzending niet voor mogelijk werd gehouden. Enkele acteurs uit het team spoedden zich met bekende marionetten naar de show en kwamen daarmee onverwachts op de televisie. In 1994 werd de aanvankelijk laatste tv-productie met de HR gerealiseerd. Sepp Strubel leverde het draaiboek voor Der Raub der Mitternachtssonne, Das Burggespenst Lülü (1992) en Der Zauberer Schmollo (1993).
In 1997 lukte de Augsburger Puppenkiste de stap naar het filmdoek met Die Story von Monty Spinnerratz van de Amerikaanse kinderboekenauteur Tor Seidler. Ongeveer 900.000 bioscoopbezoekers beleefden, hoe ratten-(marionetten) en mensen samen in de haven en onderwereld van New York optraden. De film van regisseur Michael F. Huse werd in 1997 onderscheiden met de Beierse filmprijs als Beste kinderfilm.

### De jaren 2000
In 2000/2001 begon de nieuwe 13-delige serie Lilalu im Schepperland voor de televisie, waarin de avonturen van de prinses van het sprookjesrijk Melodanië, de hofkeukendwerg Pimpernel en de kraai Lukulla in de strijd tegen de machtige heks Synkopia, de rode kobold, heksen en tovenaars worden verteld. Het draaiboek was van Peter Scheerbaum, de huisauteur van het poppentheater en ontstond naar denkbeelden van de Browny Tales van Enid Blyton. Het draaiboek voor Die Story von Monty Spinnerratz was ook van Scheerbaum. Het nieuwste tv-project van het poppentheater is Ralphi (2005/06). De slimme beer gaat voor de wetenschappelijke zender BR-alpha op verkenning. Er worden verschillende thema's kindvriendelijk bewerkt. Ralphi is echter niet in de fantasiewereld van het poppentheater, maar in de realiteit onderweg. Hij bezoekt musea, is onderweg op rivieren en meren en gaat op stipvisite bij burgemeesters.
Bovendien produceert het poppentheater documentaties, die geschikt zijn voor zowel kinderen als volwassenen. In Augusta Kasperlicorum (2004) stelt de figuur Kasperl zijn stad voor. Als bijdrage aan het Mozartjaar treedt Kasperl in Augusta Mozarteum in de voetsporen van de beroemde componist, wiens vader ook een zoon van de stad Augsburg is. Op oudejaarsavond 2005 werd met het Kabarett der Puppen een samenvatting getoond van de actuele Augsburger opvoeringen. Verder worden sinds 1 april 2006 verschillende muzieknummers uit het cabaretprogramma als pauzevulling op BR-alpha gepresenteerd onder de titel Poesie des Staunens.
In 2016 vereeuwigt de Augsburger Puppenkiste zijn opvoering van de Bijbelse kerstgeschiedenis op film, die tijdens de adventstijd landelijk in de bioscopen is te zien.

## Tournee-projecten
Ter gelegenheid van hun 50-jarig jubileum werkte de Augsburger Puppenkiste in 1998 een tweejarige tournee door Duitsland af, ondersteund door de Bertelsmann Club. Sinds 2003 toert het marionettentheater met het moedgevende stuk Das kleine Känguru und der Angsthase door Duitse kinderklinieken. Het stuk werd ook in april/mei 2006 driemaal daags opgevoerd tijdens een bezoek aan de Japanse partnerstad Amagasaki. In 2006 startte weer een tournee met als doel kinderopvangcentra. Via het stuk Paula und die Kistenkobolde zouden kinderen kunnen leren met hun gevoelens om te gaan. Het stuk werd in het kader van het project Papilio van het bèta-instituut onder voorbehoud van wetenschappelijke uitspraken bewerkt. Bovendien toert het gezelschap door Duitsland met het stuk Urmels große Reise.

## Samenwerking
Voetbalvereniging FC Augsburg werkt sinds 2009 samen met het marionettentheater. In het kader van deze samenwerking voorspelt de figuur Kasperle voor iedere thuiswedstrijd de uitslag. Bovendien overhandigt de aanvoerder van het team aan de aanvoerder van de tegenstander, in plaats van een wimpel, een jaarlijks wisselende marionet. Tijdens het seizoen 2015/2016 was dit Kater Mikesch. Daarvoor was dit Urmel, Jim Knopf en Lucas der Locomotivführer. Na ieder doelpunt werd de melodie Eine Insel mit zwei Berge gespeeld, uit de verfilming van Jim Knopf und Lucas der Locomotivführer.